# دوروثي كروس
دوروثي كروس (بالإنجليزية: Dorothy Cross)‏ هي فنانة أيرلندية، ولدت في 1956.